# Spiophanes luleevi
Spiophanes luleevi är en ringmaskart som beskrevs av Averincev 1982. Spiophanes luleevi ingår i släktet Spiophanes och familjen Spionidae. Inga underarter finns listade i Catalogue of Life.